# Heljä Liukko-Sundström
Heljä Tuulia Mirjam Liukko-Sundström, född 15 juni 1938 i Vemo, död 21 maj 2024, var en finländsk keramiker. Hon var syster till Rauni Liukko.
Liukko studerade 1962 vid Konstindustriella läroverket och anställdes detta år som konstnär och produktutvecklare vid Arabia. Hon är känd för sin fördomsfria keramikkonst, grafik, skulptur och industridesign, bland annat Tuuli-servisen som kom ut på marknaden i samband med Arabias 110-årsjubileum 1983. Hon tog tidigt starka intryck av sina kolleger vid Arabia, Birger Kaipiainen och Toini Muona. Till hennes mest populära alster har bland annat  hört dekorerade keramikskivor och småskulpturer med harmotiv, som vädjat både till barn och vuxna. Idén till detta motiv fick Liukko ursprungligen tack vare sina försök att sätta sig in i de handikappades förhållanden. I sina stora keramiska väggreliefer och skulpturer på utställningen Själarnas broar 1998 berörde Liukko teman kring livet och döden och människans livscykel. Hon började på 1990-talet tillverka keramiska bröstsmycken. Hon har sedan 1977 gett ut ett antal sagoböcker illustrerade med fotografier av hennes arbeten. En retrospektiv utställning av Liukkos konst ordnades i Amos Andersons konstmuseum 1993, och följande år visades den i Sverige. Hon tilldelades professors titel 1994.